# Waldemar Jørgensen
Niels Conrad Waldemar Jørgensen (26. februar 1883 i Norsminde ved Aarhus – 2. november 1955 i Varde) var en dansk arkitekt, halvbror til Thorvald Jørgensen.

## Karriere
Hans forældre var købmand Rolf Hans Waldemar Jørgensen og Christiane Lucie Benedikte Larsen (ved dåben Lass). Jørgensen blev student fra Aarhus Katedralskole 1898, uddannet tømrersvend og dimitteret fra Aarhus Tekniske Skole 1902, dernæst optaget på Kunstakademiets Arkitektskole september 1905 og var elev her til 1908. Han var ansat hos Hack Kampmann 1906, deltog i Landsudstillingen i Aarhus 1909 og drev selvstændig virksomhed fra 1911. Han var ansat i det kgl. bygningsinspektorat som broderens medhjælp 1911-38. Private sorger over sin 2. hustrus tidlige død og skuffelse over ikke at blive broderens efterfølger i bygningsinspektørembedet fik Waldemar Jørgensen til at bosætte sig på Christiansø under Besættelsen. Fra 1946 havde han tegnestue i Varde, hvor han atter fik en del opgaver.
Hans hovedværker er de to store funktionalistiske boligbebyggelser Tagensbo og Ved Boldparken, som er præget af praktiske og intuitivt gode løsninger. Et forsænket, cirkulært garageanlæg i karreen ud mod Lygten var en ny, fremsynet løsning på parkeringsproblemet i et tæt bebygget område, og Ved Boldparkens udfordrende smalle grund er godt udnyttet ved en foldet, kamtakket plan, der giver alle lejligheder udsigt mod syd over idrætsbanerne ved KB-Hallen. I dag fremstår begge bebyggelser dog kraftigt ombyggede med materialer, som er fremmede for stilen.
Jørgensen var desuden medlem af Akademisk Arkitektforenings bestyrelse 1929-31 og 1933-36. Han var bestyrelsesmedlem i Jydske Akademiske Arkitektforening fra 1948.
Waldemar Jørgensen modtog K.A. Larssens og Hustru L.M. Larssens født Thodbergs Legat 1906 og var på rejser til Skotland 1909, Tyskland, England og Skotland 1911, Tyskland 1913, Island 1920, Sydamerika 1923, Holland og England 1925. 
Han blev gift 1. gang 15. oktober 1913 i København med Johanne Marie Nielsen (26. september 1895 i København – ?), datter af grosserer Heinrich Nielsen og Henriette Meyer. Ægteskabet opløst. 2. gang ægtede han 21. juli 1927 på Frederiksberg Elna Marie Henriette Wissing Andersen (6. november 1892 i Odense – 1937), datter af herredsfuldmægtig, senere dommer i Nakskov Lars Andersen og Anne Marie Kirstine Wissing.

## Værker
- Bygninger ved den tidligere flyveplads ved Kløvermarksvej, Amager (1910-11)
- Udvidelse af Skagens Badehotel, Skagen (1912-13)
- Statens Lufthavn i Kastrup (1923-26, nedrevet 1939)
- Worsaaesvej 26-28, Frederiksberg (1932, sammen med Olaf Jørgensen)
- Tagensbo med 1100 lejligheder, Tagensvej 165-85, Lygten 57-65, Oldermandsvej, Bogtrykkervej, Frimestervej og Hovmestervej, København (1934-38, delvis sammen med Christian Krøyer, vinduer og altaner ændret)
- Ved Boldparken, Peter Bangs Vej 113-163 (1933-39, sammen med Oscar Gundlach-Pedersen, vinduer og altaner ændret)
- Deltog i restaureringen af ministerialbygningerne og de kgl. slotte: Christiansborg Ridebane og Christiansborg Slotskirke, Amalienborg, Bernstorff Slot, Charlottenlund Slot, Sorgenfri Slot, Eremitageslottet og Fredensborg Slot (1913-38)
- Villaer, boligkarréer, fabrikker og landbygninger